# 東武興業
東武興業株式会社（とうぶこうぎょう）は、東京都墨田区押上に本社を置き、東武グループにおいてレジャー部門に属する企業。1955年（昭和30年）5月10日に、東武鉄道の沿線開発と観光開発を主な目的として設立。
活動範囲は、ホテル事業・スキー場運営事業から自動車教習所の経営まで幅広く行っている。

## 展開している事業

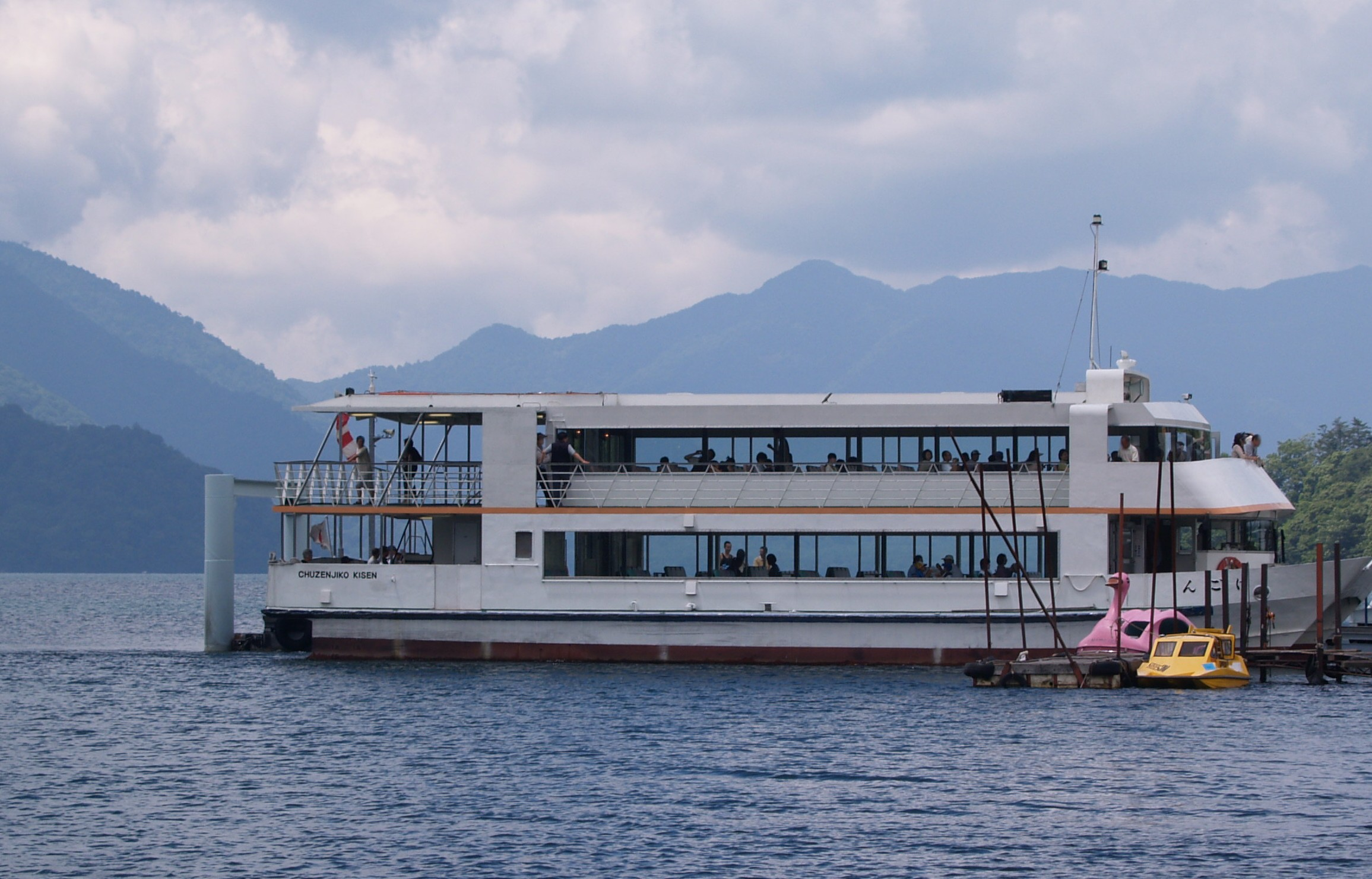
中禅寺湖で運航されている遊覧船「けごん」

ゴルフ場
- 朝霞パブリックゴルフ場
- 桐生カントリークラブ
- 下仁田カントリークラブ
- 宮の森カントリー倶楽部（運営は子会社東武ゴルフサービス㈱に委託）
- 星の宮カントリー倶楽部（運営は子会社東武ゴルフサービス㈱に委託）
- 東武藤が丘カントリー倶楽部（運営は子会社東武ゴルフサービス㈱に委託）

ホテル
- 日光アストリアホテル

船舶
- 中禅寺湖クルージング中禅寺湖で運航されている遊覧船「けごん」

以前は東武鉄道子会社であったが、2001年3月に解散して当社に営業譲渡している。
- - 船の駅中禅寺出張所
  - 菖蒲ヶ浜出張所
  - 立木観音前出張所

スキー場
- 日光湯元温泉スキー場
- 日光湯元ロッヂ

牧場
- 光徳牧場

自動車教習所
- 東武かすみ自動車教習所
- 東武こしがや自動車教習所

コンビニエンスストア
- ヤマザキショップ船の駅中禅寺店

### 以前展開していた事業
索道
- 中禅寺温泉ロープウェイ - 廃止
- 赤城山ロープウェイ - 廃止
- 榛名山ロープウェイ - 当時の子会社谷川岳ロープウエーに移管
- 鬼怒川温泉ロープウェイ - 鬼怒高原開発に譲渡

タクシー
- 東武興業安全タクシー（練馬区、東京無線所属） - 2012年1月をもって日本交通グループの東洋交通に経営権譲渡。東洋交通練馬営業所となった[注釈 2]後、2013年3月に日交練馬株式会社に社名変更。2019年11月に同じく日本交通グループである春駒交通の練馬営業所跡地に移転。

観光センター
- 東武観光センター日光店

## 傘下企業
- 奥日光開発株式会社（栃木県日光市）
- 東武ゴルフサービス株式会社（東京都墨田区）
- 東武ワールドスクウェア株式会社（栃木県日光市）